# Trigamma-Funktion

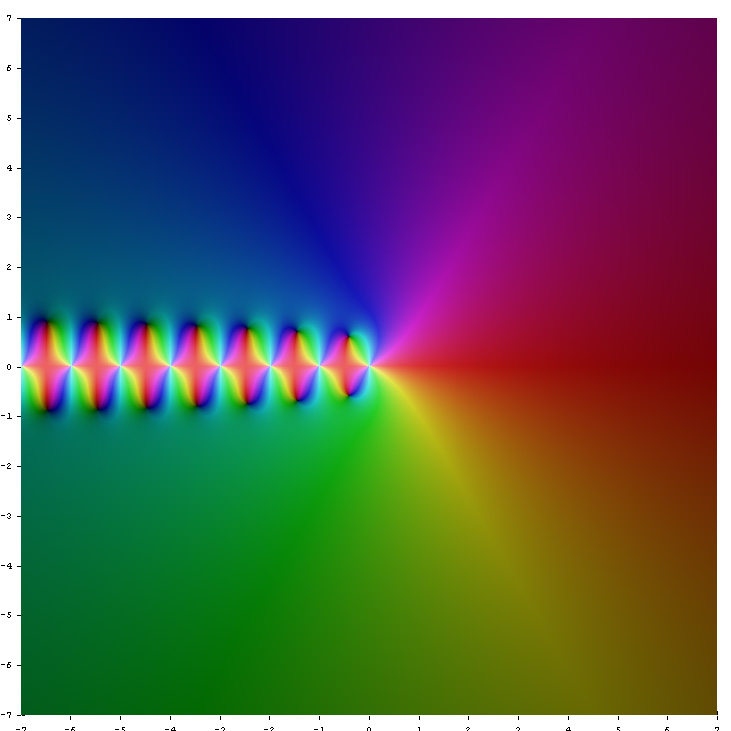
Die Trigammafunktion in der komplexen Zahlenebene.

In der Mathematik ist die Trigamma-Funktion die zweite Polygammafunktion; die erste Polygammafunktion ist die Digammafunktion {\displaystyle \psi }. Die Trigammafunktion ist damit eine spezielle Funktion und wird üblicherweise mit {\displaystyle \psi _{1}} bezeichnet und als zweite Ableitung der Funktion {\displaystyle \ln }{\displaystyle (\Gamma (x))} definiert, wobei {\displaystyle \Gamma } die Gammafunktion bezeichnet.

## Definition und weitere Darstellungen
Die Definition lautet:
{\displaystyle \psi _{1}(z)={\frac {\mathrm {d} ^{2}}{\mathrm {d} z^{2}}}\ln \Gamma (z).}
Daraus folgt der Zusammenhang mit der Digammafunktion {\displaystyle \psi (z)}, dass
{\displaystyle \psi _{1}(z)={\frac {\mathrm {d} }{\mathrm {d} z}}\psi (z)}
die Trigammafunktion die Ableitung der Digammafunktion ist.
Aus der Summendarstellung
{\displaystyle \psi _{1}(z)=\sum _{n=0}^{\infty }{\frac {1}{(z+n)^{2}}}=\zeta (2,z)}
folgt, dass die Trigammafunktion ein Spezialfall der hurwitzschen {\displaystyle \zeta }-Funktion ist.
Eine Darstellung als Doppelintegral ist
{\displaystyle \psi _{1}(z)=\int \limits _{0}^{1}{\frac {\mathrm {d} y}{y}}\int \limits _{0}^{y}{\frac {x^{z-1}\,\mathrm {d} x}{1-x}}.}
Außerdem gilt
{\displaystyle \psi _{1}(z)=-\int \limits _{0}^{1}{\frac {x^{z-1}\ln {x}}{1-x}}\,\mathrm {d} x.}

## Berechnung und Eigenschaften
Die asymptotische Berechnung schließt die Bernoulli-Zahlen {\displaystyle B_{2k}} ein:
{\displaystyle \psi _{1}(z)\sim {\frac {1}{z}}+{\frac {1}{2z^{2}}}+\sum _{k=1}^{N}{\frac {B_{2k}}{z^{2k+1}}}}.
Zwar ist die Reihe für kein {\displaystyle z} mit {\displaystyle N\to \infty } konvergent, jedoch stellt diese Formel für nicht zu groß gewählte {\displaystyle N} eine sehr gute Näherung dar. Je größer {\displaystyle |z|} ist, desto größer kann {\displaystyle N} gewählt werden. 
Die Rekursionsformel der Trigammafunktion lautet:
{\displaystyle \psi _{1}(z+1)=\psi _{1}(z)-{\frac {1}{z^{2}}}}
Die Funktionalgleichung der Trigammafunktion hat die Form einer Reflexionsgleichung und ist gegeben durch: 
{\displaystyle \psi _{1}(1-z)+\psi _{1}(z)=\pi ^{2}\csc ^{2}(\pi z).\,}
Hier ist {\displaystyle \csc } der Kosekans.

## Spezielle Werte
Es folgt eine Auflistung einiger spezieller Werte der Trigammafunktion, wobei {\displaystyle G} die Catalansche Konstante, {\displaystyle \zeta (x)} die Riemannsche Zetafunktion und {\displaystyle {\rm {{Cl}_{2}}}} die Clausen-Funktion bezeichnet. 
{\displaystyle {\begin{aligned}&\psi _{1}\left({\tfrac {1}{4}}\right)&={}&\pi ^{2}+8G\\&\psi _{1}\left({\tfrac {1}{3}}\right)&={}&{\tfrac {2}{3}}\pi ^{2}+3{\sqrt {3}}\cdot {\rm {{Cl}_{2}({\tfrac {2}{3}}\pi )}}\\&\psi _{1}\left({\tfrac {1}{2}}\right)&={}&{\tfrac {1}{2}}\pi ^{2}\\&\psi _{1}\left({\tfrac {2}{3}}\right)&={}&{\tfrac {2}{3}}\pi ^{2}-3{\sqrt {3}}\cdot {\rm {{Cl}_{2}({\tfrac {2}{3}}\pi )}}\\&\psi _{1}\left({\tfrac {3}{4}}\right)&={}&\pi ^{2}-8G\\&\psi _{1}\,(1)&={}&\zeta (2)={\tfrac {1}{6}}\pi ^{2}\\&\psi _{1}\left({\tfrac {5}{4}}\right)&={}&\pi ^{2}+8G-16\\&\psi _{1}\left({\tfrac {3}{2}}\right)&={}&{\tfrac {1}{2}}\pi ^{2}-4\\&\psi _{1}\,(2)&={}&{\tfrac {1}{6}}\pi ^{2}-1\end{aligned}}}